# 奥斯陆警察博物馆

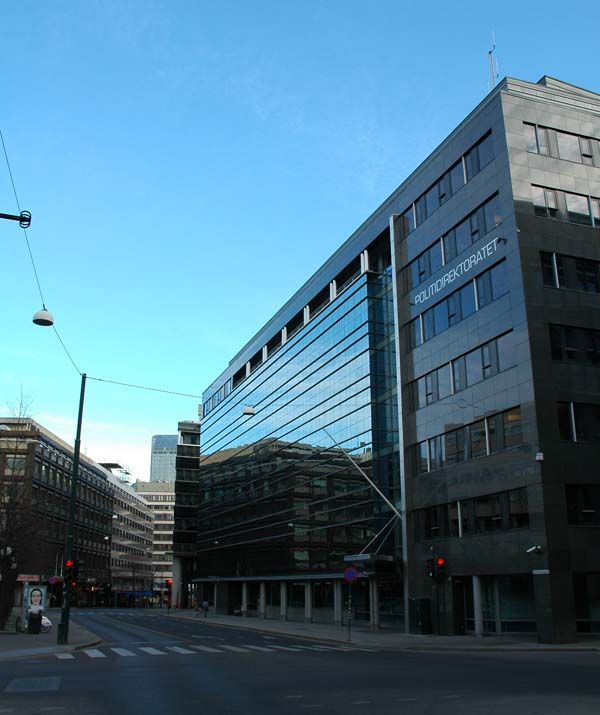
奥斯陆警察博物馆

奥斯陆警察博物馆（挪威語：Politimuseet i Oslo）是一座位于挪威首都奥斯陆的执法博物馆。

## 历史
博物馆创建于1902年，直到1973年还被称为犯罪博物馆。博物馆记录着奥斯陆市执法机关的相关档案和工作历史。博物馆位于奥斯陆中心的圣汉萨根，还有其他警察博物馆分别位于特隆赫姆和卑尔根。